# 이토 아키라
이토 아키라(일본어: 伊藤 彰, 1972년 9월 19일 ~ )는 일본의 전 축구 선수이자 현 지도자로 현재 J3리그 츠바이겐 가나자와의 감독을 맡고 있으며 가와사키 프론탈레, 오미야 아르디자, 사간 도스, 도쿠시마 보르티스 등에서 미드필더로 활동했다.

## 선수 시절
1995 시즌을 앞두고 당시 재팬 풋볼 리그 소속팀인 후지쯔(가와사키 프론탈레) 입단을 통해 프로에 전격 데뷔한 이후 2001 시즌까지 공식전 188경기 48골을 터뜨리며 1997 시즌 재팬 풋볼 리그 3위, 1998 시즌 재팬 풋볼 리그 준우승, J리그 디비전 2 1999 우승, 2000 시즌 J리그컵 준우승, 2001 시즌 천황배 4강 진출 등에 공헌했다.
그 후 2002 시즌부터 2003 시즌까지 오미야 아르디자 소속으로 87경기 14골을 터뜨렸고 2004 시즌에는 사간 도스 소속으로 공식전 43경기 4골을 기록한 뒤 2005 시즌부터 2006 시즌까지는 도쿠시마 보르티스 소속으로 공식전 83경기 10골을 기록했으며 2006 시즌을 끝으로 프로 통산 401경기 76골의 성적을 남긴 후 11년간의 현역 생활을 마감했다.

## 지도자 경력

### 오미야 아르디자
2017 시즌이 진행 중이던 2017년 5월 친정팀인 오미야 아르디자의 사령탑으로 부임하며 본격적인 지도자 커리어를 시작한 후 2017 시즌 천황배 8강 진출을 이끌었으나 J1리그 2017에서는 18팀 중 최하위의 처참한 성적을 받아들이며 3년만에 J2리그로 강등되는 수모를 당했으며 결국 선임된지 6개월만에 경질되었다.

### 방포레 고후
2018 시즌을 앞두고 방포레 고후의 사령탑에 선임된 이후 2021 시즌까지 3시즌동안 132경기 61승 41무 30패를 기록하며 천황배 2회 연속 8강 진출, J리그컵 2018 8강 진출, J2리그 2020 4위, J2리그 2021 3위의 성과를 이끌었다.

### 주빌로 이와타
2022 시즌 주빌로 이와타의 사령탑으로 부임했지만 28경기 7승 7무 14패의 참담한 성적만을 남긴 채 1시즌만에 감독직을 내려놓았다.

### 베갈타 센다이
2022 시즌부터 2023 시즌까지 베갈타 센다이의 사령탑을 맡았으나 이곳에서도 이렇다할 성과를 거두지 못한 채 2023 시즌을 끝으로 베갈타 센다이를 떠났다.

### 츠바이겐 가나자와
2024 시즌을 앞두고 J3리그의 츠바이겐 가나자와 사령탑으로 부임하여 13승 11무 14패·20팀 중 12위라는 나쁘지 않은 성적으로 2024 시즌을 마감했다.

## 대회 성적

### 클럽 (선수)
가와사키 프론탈레
- 재팬 풋볼 리그 : 준우승 (1998), 3위 (1997)
- J2리그 : 우승 (1999)
- J리그컵 : 준우승 (2000)
- 천황배 : 4강 (2001)

### 클럽 (지도자)
방포레 고후
- J2리그 : 3위 (2021), 4위 (2020)